# Megadytes lherminieri
Megadytes lherminieri är en skalbaggsart som först beskrevs av Guérin-Méneville 1829.  Megadytes lherminieri ingår i släktet Megadytes och familjen dykare. Inga underarter finns listade i Catalogue of Life.